# Serra de Água
Serra de Água egy falu Madeira szigetének közepén, Ribeira Brava járásban, a sziget déli partját az északival összekötő országút mentén. A régi, ER 228 jelű út a járás székhelyétől a Boca Encumeada hágón át vezet  São Vicentébe; az ezt kiváltó, az 1990-es években épült ER 104 út Serra de Água Achada nevű településrésze és Rosário között alagúton kel át a vízválasztó hegylánc alatt.

## Földrajzi helyzete
A Ribeira da Serra de Água patak völgyfőjében épült, nevét is a patakról kapta. A rendkívül tagolt terepen a faluban folyik össze a patak mintegy tucatnyi ága. A dimbes-dombos térszínen több, különálló házcsoport helyezkedik el az egyes mellékvölgyekben, illetve a fő völgyben. A magashegyi reliefre jellemző, hogy míg a falu fölső vége csaknem 800, az alsó alig 250 m-rel van a tenger szintje fölött.

### Településrészei
- Achada,
- Lombo do Moleiro,
- Fajã das Éguas,
- Fajã dos Vinhaticos,
- Pousada dos Vinhaticos,
- Terra Grande (a falu központja),
- Pinheiro.

## Nevezetességei
Fő látnivalója a falu fölött magasodó, jellegzetesen piramis alakú Fűszer-hegy (Pico das Furnas), amit csaknem a csúcsáig (917 m) művelnek. A hegy oldalain kialakított teraszokról takarítják be a sziget fűszertermelésének javát.
Itt helyezték üzembe a sziget első vízerőművét.